# A Poszeidon katasztrófa (film, 1972)
A Poszeidon katasztrófa (eredeti cím: The Poseidon Adventure) 1972-ben bemutatott amerikai katasztrófafilm, melyet Paul Gallico The Poseidon Adventure című regénye alapján Ronald Neame rendezett. A film zenéjét John Williams szerezte. A főbb szerepekben Gene Hackman, Ernest Borgnine, Red Buttons, Roddy McDowall, Jack Albertson és Leslie Nielsen látható. 
Az 1972. december 12-én bemutatott film hatalmas sikert aratott a jegypénztáraknál. 1979-ben készült el a folytatása, A Poszeidon kaland, de de az már lett olyan jövedelmező, mint elődje. 2006-ban elkészült az első rész remake-je is, Wolfgang Petersen rendezésében.

## Cselekmény
A Poseidon nevű óriási luxushajó utolsó útjára indul New Yorkból Athénba. A hajó személyzete nem tartja be a biztonsági előírásokat, ezért végül szilveszter éjszakáján a hajót egy cunami felborítja. A borulás után nagyon kevesen maradnak életben, a túlélők nagy része a feje tetejére állt bálteremben marad, de egy kisebb csoport, Frank Scott tiszteletessel az élen úgy vélik, a hamarosan bezúduló tengervíz el fogja süllyeszteni a hajót, az egyetlen esélyük az, ha fölmennek a hajófenékhez, és ott várják meg a segítséget. Csak kevesen tartanak vele, de akik a teremben maradnak, nem sokkal később valóban meghalnak.
A hajófenékhez tartva betörő víz és robbanások állják az útjukat, néhányan életüket is vesztik közben. Végül a tiszteletes is feláldozza életét a többiekért. Az életben maradt utasoknak sikerül kivágni magukat a süllyedő roncsból, ahol helikopterek mentik ki őket.

## Szereplők
| Szerep                      | Színész           | Magyar hang        | Magyar hang     |
| Szerep                      | Színész           | 1. változat        | 2. változat     |
| --------------------------- | ----------------- | ------------------ | --------------- |
| Frank Scott tisztelendő     | Gene Hackman      | Papp János         | Barbinek Péter  |
| Mike Rogo detektívfelügyelő | Ernest Borgnine   | Kristóf Tibor      | Papp János      |
| James Martin                | Red Buttons       | Kaló Flórián       | Juhász György   |
| Nonnie Parry                | Carol Lynley      | Simorjay Emese     | Kiss Virág      |
| Acres                       | Roddy McDowall    | Kassai Károly      | Kárpáti Levente |
| Linda Rogo                  | Stella Stevens    | Kútvölgyi Erzsébet | Kiss Erika      |
| Belle Rosen                 | Shelley Winters   | Schubert Éva       | Molnár Piroska  |
| Manny Rosen                 | Jack Albertson    | Szabó Ottó         | Versényi László |
| Susan Shelby                | Pamela Sue Martin | Somlai Edina       | Zsigmond Tamara |
| John lelkész                | Arthur O'Connell  | Kenderesi Tibor    | Szűcs Sándor    |
| Robin Shelby                | Eric Shea         | Simonyi Balázs     | Czető Roland    |
| Mr. Linarcos                | Fred Sadoff       | Szokolay Ottó      |                 |
| Gina Rowe nővér             | Sheila Allen      | Tanai Bella        |                 |
| Dr. Caravello               | Jan Arvan         | Dobránszky Zoltán  |                 |
| Hajópénztáros               | Byron Webster     | Horkai János       |                 |
| Joe, főgépész               | John Crawford     | Uri István         | Kardos Gábor    |
| Újévi konferanszié          | Bob Hastings      | Cs. Németh Lajos   |                 |
| Mr. Tinkham                 | Erik L. Nelson    | Salinger Gábor     |                 |
| Harrison kapitány           | Leslie Nielsen    | Ujréti László      | Kárpáti Tibor   |
| Távirati tiszt              | Phil Adams        | Szokol Péter       |                 |
| Larsen, elsőtiszt           | Charles Bateman   | Kovács István      |                 |

## A film készítése
A filmet részben a Queen Mary fedélzetén vették fel, a speciális effektusokban használt felvételekhez pedig a Queen Mary modelljét használták fel.

## Fogadtatás
A Poszeidon katasztrófa többnyire pozitív visszajelzéseket kapott. A Rotten Tomatoes-on 79%-os, a Metacritic-on 70-es, az IMDb oldalán 7,1-es minősítést kapott.
A Boxoffice magazin adatai alapján A Poszeidon katasztrófa az 1972-es év legnagyobb bevételt hozó filmje volt, de nem sokkal később A Keresztapa megdöntötte a rekordját.

## Kapcsolódó művek
1979-ben mutatták be a folytatást A Poszeidon kaland címmel, de annak nem volt jó a kritikája, és a bevétele sem. Az első remake, egy tévéfilm 2005-ben készült A Poszeidon katasztrófa néven, majd 2006-ban elkészült a mozifilm, Poseidon címen.

## Fordítás
- Ez a szócikk részben vagy egészben  a   The Poseidon Adventure (1972 film) című angol Wikipédia-szócikk fordításán alapul.  Az eredeti cikk szerkesztőit annak laptörténete sorolja fel. Ez a jelzés csupán a megfogalmazás eredetét és a szerzői jogokat jelzi, nem szolgál a cikkben szereplő információk forrásmegjelöléseként.